# الحي الصيني (فلم)
الحي الصيني (بالإنجليزية: Chinatown) هو فيلم نيو-نوار وغموض أمريكي صدر عام 1974. الفيلم من إخراج رومان بولانسكي عن سيناريو روبرت تاون، وبطولة جاك نيكلسون وفاي دوناوي. الفيلم مستوحى من حروب الماء في كاليفورنيا، وهي سلسلة من الخلافات حول مياه جنوب كاليفورنيا في بداية القرن العشرين، والتي بموجبها ضمنت مصالح لوس أنجلوس حقوق المياه في أوينز فالي. كان إنتاج روبرت إيفانز، الذي أصدرته شركة باراماونت بيكتشرز، آخر أفلام المخرج في الولايات المتحدة، ويتميز بالعديد من عناصر فيلم نوار، لا سيما القصة متعددة الطبقات هي جزء من الغموض والدراما النفسية.

## طاقم التمثيل
- جاك نيكلسون
- فاي دوناوي
- ديان لاد

## الميزانية والإيرادات
بلغت تكلفة إنتاج الفيلم حوالي 6 ملايين دولار بينما حقق أرباحا تقدر بـ 29,200,000 دولار.

## الترشيحات والجوائز
| السنة | الجائزة  | الفئة                     | النتيجة |
| ----- | -------- | ------------------------- | ------- |
| 1974  | الأوسكار | أفضل كتابة (سيناريو أصلي) | فوز     |
| 1974  | الأوسكار | أفضل فيلم                 | رُشِّح     |
| 1974  | الأوسكار | أفضل مخرج                 | رُشِّح     |
| 1974  | الأوسكار | أفضل ممثل                 | رُشِّح     |
| 1974  | الأوسكار | أفضل ممثلة                | رُشِّح     |
| 1974  | الأوسكار | أفضل مونتاج               | رُشِّح     |
| 1974  | الأوسكار | أفضل تصميم إنتاج          | رُشِّح     |
| 1974  | الأوسكار | أفضل تصميم أزياء          | رُشِّح     |
| 1974  | الأوسكار | أفضل تصوير سينمائي        | رُشِّح     |
| 1974  | الأوسكار | أفضل خلط أصوات            | رُشِّح     |
| 1974  | الأوسكار | أفضل موسيقى تصويرية       | رُشِّح     |

## وصلات خارجية
- الحي الصيني على موقع IMDb (الإنجليزية)
- الحي الصيني على موقع ميتاكريتيك (الإنجليزية)
- الحي الصيني على موقع الموسوعة البريطانية (الإنجليزية)
- الحي الصيني على موقع روتن توميتوز (الإنجليزية)
- الحي الصيني على موقع نتفليكس (الإنجليزية)
- الحي الصيني على موقع قاعدة بيانات الأفلام العربية
- الحي الصيني على موقع ألو سيني (الفرنسية)
- الحي الصيني على موقع Turner Classic Movies (الإنجليزية)
- الحي الصيني على موقع أول موفي (الإنجليزية)
- الحي الصيني على موقع بوكس أوفيس موجو (الإنجليزية)